# Raiders of Revenge
Raiders of Revenge – split album polskich zespołów Graveland i Honor. Wydawnictwo ukazało się w 2000 roku nakładem wytwórni muzycznej Resistance Records. Nagrania Graveland zostały wydane ponownie w 2001 roku wraz z dwoma utworami z minialbumu Raise Your Sword na płycie winylowej. Album wydała firma No Colours Records.

## Lista utworów
Opracowano na podstawie materiału źródłowego.
1. Honor - "Antichrist's Hammer" - 06:03
2. Honor - "Wrath" - 06:25
3. Honor - "Invaders" - 05:54
4. Honor - "Thousand Years Bonds" - 04:32
5. Graveland - "Blacksmiths of Destiny" - 07:44
6. Graveland - "Source of My Power" - 08:07
7. Graveland - "Into Death's arms" - 09:18

## Twórcy
- Mariusz Szczerski - śpiew, słowa
- Olaf Jasiński - gitara, gitara basowa, muzyka, słowa
- Jurek Jarecki - perkusja
- Rafał Szurma - gitara
- Krzysztof - gitara basowa
- Robert Fudali - instrumenty klawiszowe

## Wydania
| Rok  | Nr katalogowy | Format | Wytwórnia          | Region            | Źródło |
| ---- | ------------- | ------ | ------------------ | ----------------- | ------ |
| 2000 | TR 14/02      | CS     | Triskelon Records  | Polska            | [ 3 ]  |
| 2000 | RES 017       | CD     | Resistance Records | Stany Zjednoczone | [ 3 ]  |